# Hilda Rodríguez
María Hilda Rodríguez Rodríguez (Puertomarín, 10 de mayo de 1955) es una deportista española que compitió en bochas adaptadas. Ganó dos medallas de oro en los Juegos Paralímpicos de Atlanta 1996.

## Palmarés internacional
| Juegos Paralímpicos | Juegos Paralímpicos      | Juegos Paralímpicos | Juegos Paralímpicos |
| Año                 | Lugar                    | Medalla             | Prueba              |
| ------------------- | ------------------------ | ------------------- | ------------------- |
| 1996                | Atlanta (Estados Unidos) | Medalla de oro      | Individual C2 mixto |
| 1996                | Atlanta (Estados Unidos) | Medalla de oro      | Equipo C1-C2 mixto  |